# Châu Khê (xã)
Châu Khê là một xã thuộc tỉnh Nghệ An, Việt Nam. Xã được hình thành trên cơ sở sáp nhập xã Lạng Khê và xã Châu Khê của huyện Con Cuông trong đợt Sáp nhập tỉnh thành Việt Nam 2025.

## Địa lý
Xã Châu Khê có vị trí địa lý:
- Phía Đông giáp xã Con Cuông, xã Môn Sơn và xã Cam Phục;
- Phía Nam giáp nước CHDCND Lào;
- Phía Tây giáp Tam Quang;
- Phía Bắc giáp Nga My.

Xã Châu Khê có diện tích tự nhiên 544,31 km².

## Hành chính và tên gọi
Xã Châu Khê được thành lập theo Nghị quyết số 1678/NQ-UBTVQH15 của Ủy ban Thường vụ Quốc hội Việt Nam, ban hành ngày 16 tháng 6 năm 2025. Theo đó, sắp xếp toàn bộ diện tích tự nhiên, quy mô dân số của xã Lạng Khê và xã Châu Khê thuộc huyện Con Cuông trước đây thành một xã mới có tên gọi là xã Châu Khê.
Trước đó, theo Đề án sắp xếp đơn vị hành chính cấp xã tỉnh Nghệ An, xã này là xã Con Cuông 5.
Sau sắp xếp xã có diện tích tự nhiên: 544,31 km², quy mô dân số: 12.210 người.